# 新☆だぁ!だぁ!だぁ!
『新☆だぁ!だぁ!だぁ!』（しんだぁだぁだぁ）は、川村美香の漫画作品。

## 概要
講談社の月刊漫画雑誌『なかよし』に2002年5月号から2003年2月号まで連載された。単行本は全2巻。アニメ化もされた作品『だぁ!だぁ!だぁ!』原作のアフターストーリーにあたる。

## あらすじ
ある日突然地球からオット星に飛ばされた少女・西遠寺未宇は超能力少年・ルゥに助けられる。赤ちゃんの頃、同じように地球に飛ばされたことがあるルゥは、未宇と共に地球を目指す旅に出る。2人は宇宙船に同乗した友人・ランとお世話係のアンの協力を受けながら困難な旅を終え、遂に地球へたどり着く。

## 登場人物

### 西遠寺家
西遠寺未宇（さいおんじ みう）
本作の主人公。小学6年生。8月4日生まれの獅子座。年齢は12歳。身長154cm、体重46kg。血液型はA型。地球から120億光年離れた「オット星」に飛ばされてしまった少女。小学6年生。表裏のない明るい性格。ドジでおっちょこちょい、泣き虫ではあるが気持ちの切り替えは早い。本人曰く「こー見えても」男のコの友だちは多い。算数は苦手らしい。夢はアイドル歌手になること。家は西遠寺という寺。一人娘で兄弟はいないが、父母とは友達のように仲が良い（父母は前作『だぁ!だぁ!だぁ!』の主人公・未夢と彷徨）。ケーキやプリンを始め甘いものが好きで、お菓子袋を持ち歩いている。ルゥを助けるために操作のわからない宇宙船を操縦しようとするなど、ここ一番の度胸も見せることがある。
アニメの最終回では赤ちゃんの姿で登場しており、西遠寺に現れたルゥ（青年）との年齢差はかなり開いている。
西遠寺 未夢（さいおんじ みゆ）
未宇の母。前作『だぁ!だぁ!だぁ!』の主人公で、ルゥの「地球のママ」。旧姓：光月。未宇のドジでおっちょこちょいながら表裏のない明るい性格は、母である未夢ゆずりと言える。彷徨とは夫婦喧嘩が絶えないが、未宇に対しては常に笑顔で良き母である。中学時代に居候をしたきっかけで彷徨と結婚した。
西遠寺 彷徨（さいおんじ かなた）
未宇の父。前作『だぁ!だぁ!だぁ!』の登場人物で、ルゥの「地球のパパ」。住職として家業を継いでいるようだが剃髪はしていない。妻・未夢との夫婦喧嘩を楽しんでいる節がある。娘のことになると激昂する、ルゥとの再会に満面の笑みを見せるなど、少年期に比べると感情豊かになっている。
西遠寺 宝晶（さいおんじ ほうしょう）
未宇の祖父で彷徨の父。出逢った頃と同様に今もなおケンカの絶えない未夢と彷徨を見守っている。

### オット星人
ルゥ
オット星人。前作『だぁ!だぁ!だぁ!』では時空のひずみに飲み込まれ、シッターペットのワンニャーと共に地球の家族に居候していた。故にいつか地球へ行きたいという願望を持っており、時空のひずみやワープ航法について勉強をしていた。未宇と出会ったことをきっかけに、勉強のレポートがてら地球を目指す旅に出る。オット星人の赤ちゃんは超能力を持っているが、普通成長するうちに使えなくなる。しかしルゥは十分成長しているのにまだ超能力が使える（純粋だから、と説明されている）。にこやかで人当たりは非常に良いが、意外と自分の考えや気持ちを表に出さないという面もある。
アニメの最終回で成長した姿で西遠寺に現れているが、この時未宇は乳児である。（しかし地球の年数で考えれば実際漫画の年齢差もかなり大きい）
ラン
オット星人。ルゥの友人でクラスメート。あっけらかんとした性格で、面白そうだからという理由で未宇とルゥの旅にこっそりついてきた。外見はルゥと変わらず中肉中背だが大食漢で、食べ物がきっかけでトラブルに巻き込まれることが多い。とはいえ、長旅の中でルゥの気持ちを側面からサポートする良い友人ぶりも見せている。
容姿や性格といった人物像には、前作に登場した彷徨の親友である黒須三太を彷彿とさせる描写がみられている。
アン-F90
お世話係の人間型アンドロイド。充電式電池駆動ではあるが人間にまったく遜色のない知能・感情を備えており、屈託のない性格。料理の腕は一品。スタイル抜群ながら怪力で、空手に似た武術もプログラムされているようである。
ミニニャー
ワンニャーの子供で8つ子の7番目の男の子。身長14cm、体重800g。まだ生まれたばかりでしゃべることも変身することもできないが、街中で迷子になっていたときに助けてくれた未宇になついてしまい、地球への旅にこっそりついてきた。おしゃぶりをいつも離さない。
ワンニャー
オット星のシッターペット（ベビーシッターをつとめるペット）。当時世話をしていたルゥが赤ちゃんの頃、一緒に地球に飛ばされたことがある。新婚ホヤホヤながら8つ子の父で、ルゥの旅への同行しようとするが妻子のため断念。代わりにUFOコンテスト用の宇宙船を提供し、またアンF-90を手配する。地球のお茶を愛飲している。

## 出版物

### 掲載誌
講談社刊行 『なかよし』 連載
- 2002年5月号 - 2003年2月号にて月刊連載。

### 単行本
川村美香 『新☆だぁ!だぁ!だぁ!』（講談社コミックスなかよし）全2巻
| 初版発行日/(発売日) | 初版発行日/(発売日)     | 本誌連載期間               | 書籍番号           |
| ------------------- | ----------------------- | -------------------------- | ------------------ |
| 1                   | 2002年11月6日/(11月2日) | 2002年5月号 - 9月号        | ISBN 4-06-364003-5 |
| 2                   | 2003年5月6日/(5月1日)   | 2002年10月号 - 2003年2月号 | ISBN 4-06-364018-3 |